# Fonction de taux
En mathématiques et plus particulièrement en théorie des probabilités une fonction de taux est une fonction positive semi-continue inférieurement. Ces fonctions interviennent dans l'étude des grandes déviations et permettent de quantifier les probabilités d'évènements rares.

## Définition
Soit {\displaystyle X} un espace topologique séparé et {\displaystyle I:X\longrightarrow [0,+\infty ]} une fonction positive à valeurs dans la droite réelle achevée. On dit que {\displaystyle I} est une fonction de taux si elle est semi-continue inférieurement, c'est-à-dire que :
pour tout {\displaystyle a\in [0,+\infty [} l'ensemble {\displaystyle I^{-1}([0,a])=\{x\in X,\,I(x)\leq a\}\subset X} est fermé.
Si de plus ces ensembles sont tous compacts alors on dit que {\displaystyle I} est une bonne fonction de taux.

## Propriétés et exemples
- Si {\displaystyle I} est une bonne fonction de taux alors {\displaystyle I} possède un minimum sur tout fermé. Autrement dit {\displaystyle I} atteint son infimum sur tout fermé.
- La transformée de Cramér d'une variable aléatoire à valeurs dans {\displaystyle \mathbb {R} ^{d}} est toujours une fonction de taux. Plus précisément si {\displaystyle X} est une variable aléatoire à valeurs dans {\displaystyle \mathbb {R} ^{d}} et si on note

{\displaystyle K(t)=\ln \mathbb {E} [e^{\langle t,X\rangle }]\in \mathbb {R} \cup \{+\infty \}~~~\forall t\in \mathbb {R} ^{d}}
la fonction génératrice des cumulants de {\displaystyle X} et
{\displaystyle K^{*}(x)=\sup _{x\in \mathbb {R} ^{d}}\{\langle t,x\rangle -K(t)\}~~~\forall x\in \mathbb {R} ^{d}}
la transformée de Legendre-Fenchel de {\displaystyle K}, alors {\displaystyle K^{*}} est une fonction de taux convexe. Si de plus 0 appartient à l'intérieur de l'ensemble {\displaystyle D_{K}=\{t\in \mathbb {R} ^{d},\,K(t)<+\infty \}} alors {\displaystyle K^{*}} est une bonne fonction de taux convexe.